# Jaden Springer

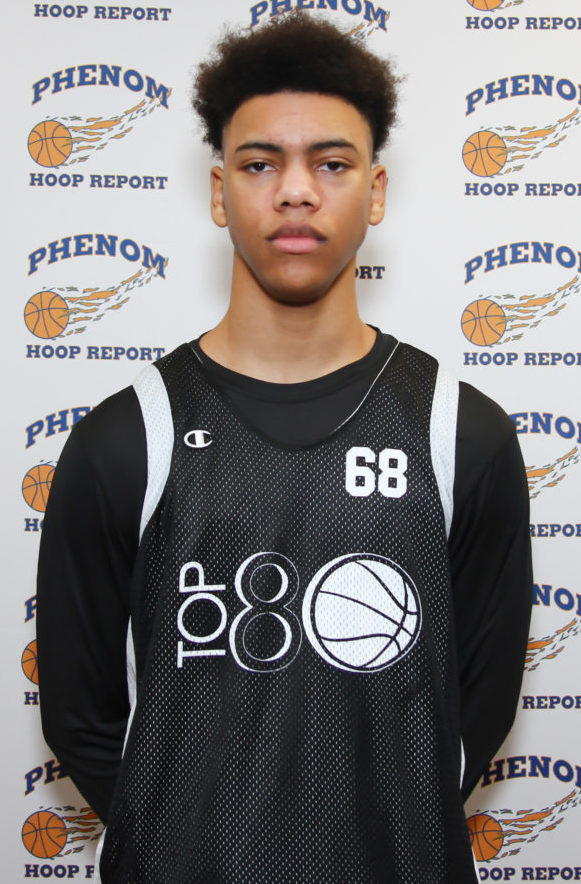
Jaden Springer, 2017.

Jaden Tyree Springer, född 25 september 2002 i Charlotte i North Carolina, är en amerikansk professionell basketspelare (SG/PG) som spelar för Utah Jazz i National Basketball Association (NBA). Han har tidigare spelat för Philadelphia 76ers och Boston Celtics.
Springer draftades av Philadelphia 76ers i första rundan i 2021 års draft som 28:e spelare totalt.
Innan han blev proffs studerade Springer på University of Tennessee och spelade för deras idrottsförening Tennessee Volunteers.